# Pterocarpus rohrii
Pterocarpus rohrii, conhecido como pau-sangue, é uma árvore pertencente à família Fabaceae que ao sofrer ferimentos em seu tronco, libera um látex vermelho do qual origina seu nome. Pode atingir até 35 metros de altura e 100 centímetros de diâmetro na altura do peito, possui folhas  constituídas de 5 a 7 folíolos perenes os quais não apresentam pelos, sua casca é áspera de um tom amarelo claro, suas raízes são tubulares e apresentam simbiose com bactérias fixadoras de nitrogênio, sua copa atinge um diâmetro de 7 a 5 metros e possui um formato cônico, seu tronco apresenta alinhamento quase reto, sendo levemente tortuoso.
Os frutos do Pau-sangue(sâmaras) são alados e contém de 1 a 3 sementes em seu interior estes podem ser encontrados num raio de até 40 metros da planta mãe, devido a sua forma alada que possui, a qual contribui para a sua dispersão. Tais frutos apresentam coloração amarelo-palha, valores médios de comprimento de 12,4 mm , largura de 6 mm, espessura de 1,9 mm e a massa média de 100 sementes é de 10,5 g

## Nomes populares
Mututy, Mututi-da-terra-firme,Mututi-duro,aldrago, Augu, Caviúna-falsa, Corticeira, Dragaciana, Feijão-cru, Jacarandarana, Pau-sangue ,Sacambu, Sacambu-branco, Sangue-de-aldrago, Sapupira-amarela, Saugueiro, violeta-do-campo, Mututi-branco, Folha-larga, Pau-vidro, Dragociana, Sangueiro, Pau-sangue-casca-fina, Sangue-de-galo Folha-miúda

## Distribuição geográfica
Essa espécie pode ser encontrada em todo o Brasil em florestas ombrófilas e semidecídua, primária e secundária, restinga arbórea e mata ciliar, sendo frequente em áreas de cabruca.  Podemos também encontrar exemplarem em vários outros países, como por exemplo: Belize, Bolívia, Colômbia, Costa Rica, El Salvador, Guatemala, Equador, Guiana, Suriname, Guiana Francesa, Honduras, México, Nicarágua, Panamá, Peru, Trinidad e Tobago e Venezuela

## Uso da madeira
A madeira do pau sangue é de baixa densidade, variando entre  0,41 a 0,83 g/cm³, e por isso é uma madeira de baixa resistência. É utilizada principalmente para acabamentos internos, molduras, moldes, lenha, carvão, esquadrias, compensado, revestimentos decorativos, peças torneadas, portas, painéis entre outros.

## Produção de mudas
O período de floração do Pau-sangue ocorre de outubro a dezembro, e a frutificação entre os meses de maio e julho. A coleta dos frutos pode ser realizada diretamente da arvore ou por coleta depois que os mesmos caem espontaneamente. A preparação das sementes consiste somente na retirada das asas do fruto com uma faca ou tesoura com o devido cuidado para não ferir as sementes e assim prejudicar sua taxa de germinação. Por não apresentarem dormência, as sementes podem ser semeadas em canteiros ou saquinhos com uso de areia e serragem de madeira devendo ser cobertas apenas por uma fina camada do substrato e mantidas em local pouco sombreado com rega duas vezes por dia. A germinação ocorre sem a necessidade de um ambiente com temperatura e umidade controladas, e ocorre a partir do 10º dia depois da semeadura, porém a maioria das sementes só irão germinar entre 30 e 50 dias. Seu crescimento é considerado moderado em viveiro ou no campo e atinge facilmente 2,5 m aos 2 anos. As sementes podem ser armazenadas por até um ano à temperatura de 20ºC em ambiente seco.

## Uso medicinal
O pau sangue é considerado uma planta medicinal e apresenta inúmeros usos. É considerada antifebril, anti-hemorrágica e desintoxicante, sendo utilizada para o tratamento de tuberculose e reumatismo. Além disso, sua casca  do tronco apresenta atividade antimicrobial contra as bactérias dos gêneros Bacillus, Bacterioides, Enterococcus, Escherichia, Pseudomonas, Staphylococcus, Streptococcus e Candida.

## Importância
Além do uso de sua madeira e na medicina popular, a arvore do Pau-sangue pode ser utilizada para a restauração florestal devido seu potencial de fixação de nitrogênio no solo e também pode ser utilizado na arborização urbana.

## Referencias
1. 1 2  CRUZ, Eniel David. Germinação de sementes de espécies amazônicas: mututi-da-terra-firme (Pterocarpus rohrii Vahl). 1. ed. Belém- PA: Embrapa, 2017. 5 p. v. único. Disponível em: <https://ainfo.cnptia.embrapa.br/digital/bitstream/item/168630/1/COMUNICADO-TECNICO-295.pdf>. Acesso em: 11 jul. 2018.
2. ↑  SAMBUICHI, Regina Helena Rosa (2009). Nossas árvores (PDF). Ilhéus - BA: Editus. 296 páginas. Consultado em 10 de julho de 2018
3. 1 2  PTEROCARPUS rohrii Vahl. Disponível em: <http://flora.ipe.org.br/sp/184>. Acesso em: 11 jul. 2018.